# Cordillera Apénica-Magrebí
La Cordillera Apénica-Magrebí es una provincia volcánica que se extiende desde Marruecos hasta Italia.

## Orogénesis volcánica
La cordillera atraviesa los países de Marruecos, Argelia, una parte de Túnez e Italia. Son los restos de una gran falla de subducción que se formó durante el desgragamiento de Pangea. Al abrirse los continentes, a partir de la zona de subducción; se empezó a formarse los volcanes que están salpicados por el norte de África e Italia. Los volcanes de la cordillera magrebí están apagados o extintos; pero los volcanes de la zona de los Apeninos y en la cuenca del Mar Tirreno, siguen activos; incluyendo entre ellos el Vesubio y los montes Álbanos.

## Zonas volcánicas de la región

### Apeninos
Los volcanes de esta zona, se asienta al oeste de los Apeninos. La provincia volcánica de Campania, es una de las provincias más activas de los Apeninos; alberga los Campos Fligreos y el Vesubio, considerado a los dos volcanes, potencialmente peligrosos; donde se ubica también un archipiélago volcánico originado por erupciones volcánicas submarinas. La provincia magmática de Lucana, es donde se encuentra el volcán Vulture; actualmente extinto, y varios campos volcánicos con maares. La provincia volcánica Romana se ubica en los alrededores de la ciudad de Roma; donde hay muchas calderas volcánicas con estratovolcanes activos; donde hubo una actividad eruptiva durante los tiempos de Imperio Romano. La provincia volcánica de la Toscana también tuvo una actividad eruptiva igual a la provincia volcánica Romana que se remonta durante el Imperio Romano, en las islas; en el interior de la provincia, se ubica estratovolcanes extintos donde pueblos y ciudades se ha fundado en las cimas de ellas.

### Cordillera Magrebí
Se extiende entre los países de Marruecos, Argelia y Túnez. En Argelia, entre los volcanes más destacables es el de Maghnia; un escudo volcánico horadado lleno de domos riolíticos y coladas de lava; y el Macizo de Edough, con focos volcánicos aislados. Marruecos tiene varios campos volcánicos que data del mioceno 

### Cuenca del Mar Tirreno
Esta cuenca se ubica en el centro del Mar Tirreno. Aquí se ubica la cuenca de Vavilov; que forma un campo volcánico submarino, entre todos los volcanes, el más destacable; es el que da nombre a toda la cuenca.

### Fotos de volcanes

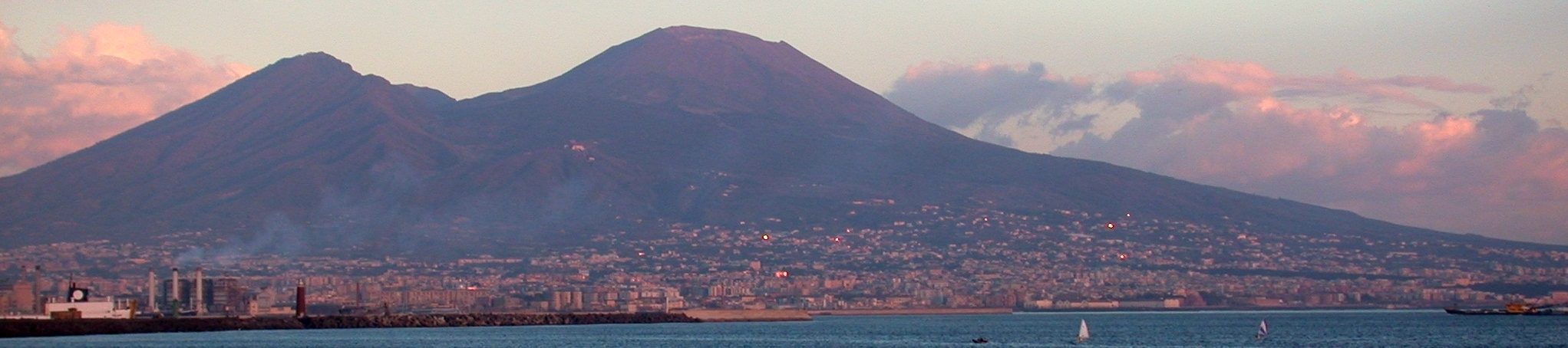
Vesubio
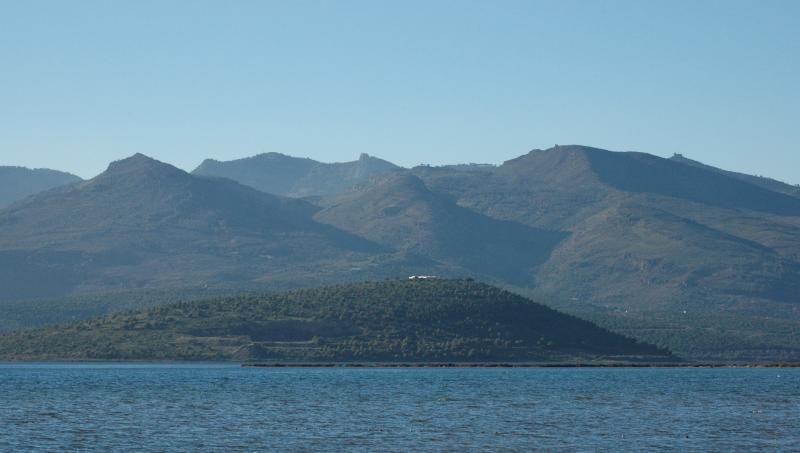
Campo volcánico del Gurugú
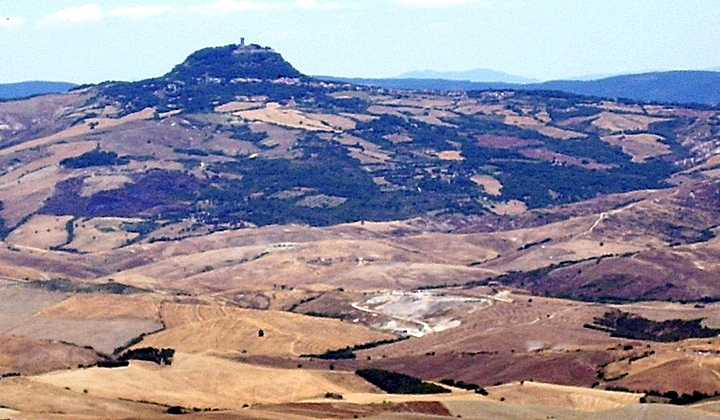
Radicofani